# 1 E5 m²
Za lažje predstavljanje različnih velikosti površin je tu seznam površin med 100.000 m² (10 hektarov) in 1 km² (100 hektarov). Glejte tudi področja drugih redov velikosti.
- površine, manjše od 0,1 km²
- 0,1 km² je enako kot:
  - 10 hektarov
  - 1,08 milijonov kvadratnih čevljev
- 19 hektarov -- Irski narodni botanični vrtovi
- 44 hektarov -- Vatikan
- 47 hektarov -- območje nakupovalnega središča BTC City
- površine, večje od 1 km²